# Ciclismo ai Giochi della XXVI Olimpiade - Corsa a punti femminile
La corsa a punti femminile dei Giochi della XXVI Olimpiade fu corsa il 28 luglio 1996 al Velodromo Stone Mountain di Stone Mountain, in Georgia. La medaglia d'oro fu vinta dalla francese Nathalie Even-Lancien, mentre l'argento e il bronzo andarono rispettivamente alla olandese Ingrid Haringa e all'australiana Lucy Tyler-Sharman.
Fu la prima edizione della corsa a punti femminile ai Giochi olimpici. Vide la partecipazione di 23 atlete di cui 18 portarono a termine la competizione.

## Regolamento
La prova consisteva nell'effettuare 96 giri di pista, per una distanza complessiva di 24 km, effettuando 12 sprint (uno ogni 8 giri). A ogni sprint venivano assegnati cinque punti alla prima, tre alla seconda, due alla terza e una alla quarta classificata; all'ultimo sprint venivano assegnati punti doppi. La classifica era stilata in base a numero di giri guadagnati doppiando il gruppo; e poi in base ai piazzamenti nelle volate.

## Risultati
| Posizione | Atleta                | Nazione       | Giri | Punti |
| --------- | --------------------- | ------------- | ---- | ----- |
|           | Nathalie Even-Lancien | Francia       | 0    | 24    |
|           | Ingrid Haringa        | Paesi Bassi   | 0    | 23    |
|           | Lucy Tyler-Sharman    | Australia     | 0    | 17    |
| 4         | Svetlana Samochvalova | Russia        | 0    | 14    |
| 5         | Maureen Kaila         | El Salvador   | 0    | 11    |
| 6         | Ljudmila Garajanskaja | Bielorussia   | 0    | 11    |
| 7         | Tea Vikstedt-Nyman    | Finlandia     | 0    | 9     |
| 8         | Jacqui Nelson         | Nuova Zelanda | 0    | 8     |
| 9         | Seiko Hashimoto       | Giappone      | 0    | 7     |
| 10        | Nada Cristofoli       | Italia        | 0    | 6     |
| 11        | Belem Guerrero        | Messico       | 0    | 4     |
| 12        | Alla Vasilenko        | Kazakistan    | 0    | 2     |
| 13        | Judith Arndt          | Germania      | 0    | 2     |
| 14        | Maria Lawrence        | Gran Bretagna | 0    | 1     |
| 15        | Daniela Larreal       | Venezuela     | 0    | 0     |
| 16        | Tanja Klein           | Austria       | 0    | 0     |
| 17        | Jeanne Golay          | Stati Uniti   | 0    | 0     |
| 18        | Dania Pérez           | Cuba          | 0    | 0     |
| DNF       | Wang Yan              | Cina          | -    | -     |
| DNF       | Kim Yong-mi           | Corea del Sud | -    | -     |
| DNF       | May Britt Hartwell    | Norvegia      | -    | -     |
| DNF       | Izaskun Bengoa        | Spagna        | -    | -     |
| DNF       | Rita Razmaitė         | Lituania      | -    | -     |